# Parasphallenum fulguratum
Parasphallenum fulguratum är en skalbaggsart som först beskrevs av Chabrillac 1857.  Parasphallenum fulguratum ingår i släktet Parasphallenum och familjen långhorningar. Inga underarter finns listade i Catalogue of Life.